# Đồng phân endo-exo
Endo-exo là cụm khái niệm về sự đồng phân trong các hợp chất hữu cơ có nhóm thế nằm trên hệ thống vòng có bắt cầu. Tiếp đầu ngữ endo được dùng cho các đồng phân mang nhóm thế ở vị gần nhất, hoặc "xen kẽ kề - syn" so với cầu dài nhất. Trong khi, tiếp đầu ngữ exo thì ngược lại, dùng để chỉ những đồng phân có nhóm thế nằm xa nhất, hoặc "đối - anti" so với cái cầu dài nhất. Ở đây, "dài nhất" và "ngắn nhất" có ý chỉ số lượng nguyên tử có mặt trên cái cầu. Kiểu cấu dạng này có mặt trong các hệ norbornane như dicyclopentadien.
Các thuật ngữ endo và exo cũng được dùng tương tự khi nói về sự chọn lọc lập thể trong phản ứng Diels-Alder.